# Duch kapitalismu

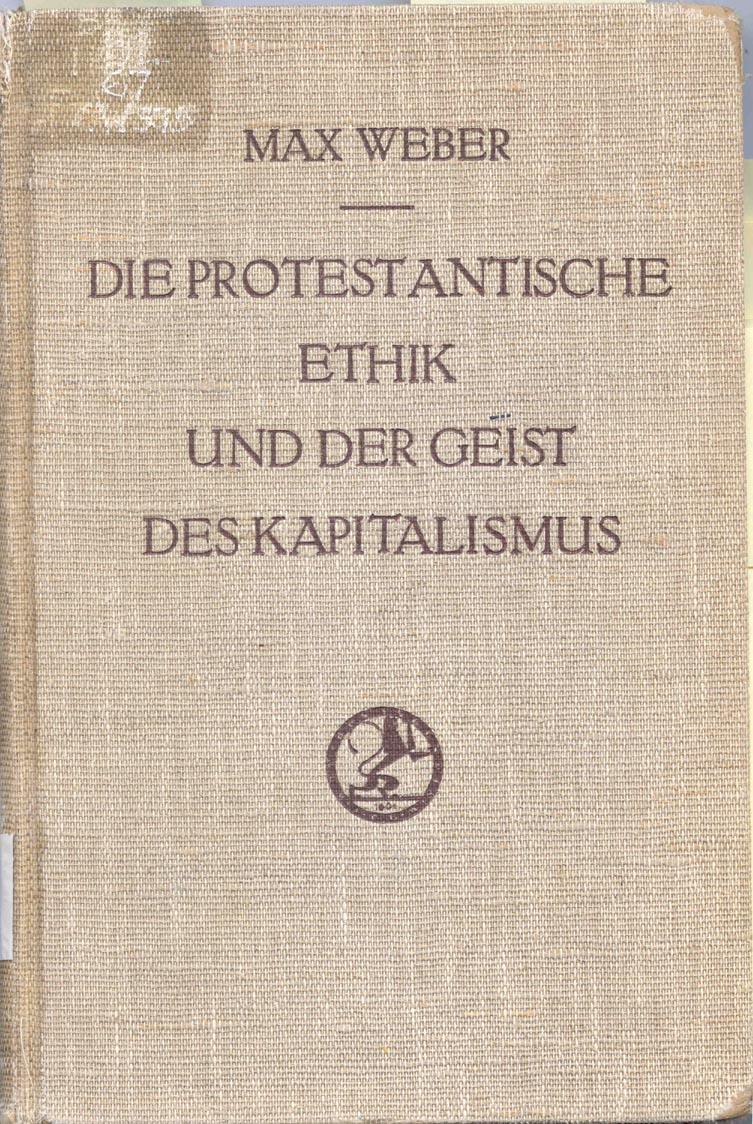
Přebal Weberova díla z roku 1904

Duch kapitalismu je pojem užívaný převážně v sociologii. Jeden z nejznámějších sociologů zabývajících se problematikou ducha kapitalismu byl Max Weber; ve svém vrcholném díle Protestantská etika a duch kapitalismu tento pojem představil jako hodnoty a představy, které byly typické pro první kapitalistické obchodníky a průmyslníky.

## Společensko-historické pozadí

### Kapitalismus
Historie problematiky kapitalismu sahá až do období křesťanské reformace v 16. století. V tomto období byly představeny mnohé revoluční myšlenky a jednou z nich byl i kalvinismus se svým nejvýznamnějším představitelem Janem Kalvínem. Významným aspektem kalvinismu byla idea predestinace. Původní výklad absolutní predestinace byl později modifikován na mírnější, ve kterém byl materiální prospěch jedním z hlavních aspektů při realizaci životního poslání. Kalvinistická doktrína dále hlásala, že člověk je povinen zvětšovat svůj kapitál a to pouze pro zisk sám, aniž by pak vydělané prostředky vydával za uspokojení svých vlastních potřeb. To mělo za následek akumulaci kapitálu, kterého nebylo využíváno k pohodlnému a rozmařilému životu.

### Tradicionalismus
Jako největší protiklad ducha kapitalismu Weber označoval tradicionalismus, podle kterého by měli lidé vydělávat pouze tolik, kolik potřebují k uspokojení svých životních potřeb. Takto smýšlející pracovníky tedy není možné motivovat k větší pracovní výkonnosti zvýšením mzdy (na rozdíl od kapitalisticky uvažujících). V očích tradicionalistů by zvýšení mzdy představovalo možnost vydělat si stejný obnos peněz za méně práce, zatímco kapitalisté by v navýšení spatřovali příležitost k zvýšení svého kapitálu a tudíž by sami chtěli pracovat více.

## Historie pojmu
O autorství myšlenky ducha kapitalismu vedlo více autorů z přelomu 18. a 19. století zabývajících se vývojem kapitalismu vleklé spory. Weberova základní idea „protestantské etiky“, ačkoli vypadá na první pohled revolučně a originálně, nemusela být nutně nová. Německý historik Hartmut Lehmann ve svém díle naznačuje, že vzhledem k společensko-historické situaci přelomu 19. a 20. století tato myšlenka spíše „visela ve vzduchu”. V roce 1892 zveřejnil Eberhard Gothein hospodářskou historii Černého lesa. Již zde svými hypotézami předejímá weberovskou hypotézu. Werner Sombart ve své práci Moderní kapitalismus (1902) zkoumá jak duch kapitalismu transformoval všechny oblasti hospodářského života novověku. Weber později tvrdil, že svoji myšlenku uvedl již v roce 1898 ve svých přednáškách a v žádném případě ji nepřejal ze Sombartovy tvorby. Do tehdejší diskuse o autorství přispíval i Ernst Troeltsch, například svojí přednáškou o „významu protestantismu pro vznik moderního světa“ z roku 1906. Přes rozsáhlou diskusi se sociologové zatím neshodli o jednoznačném autorovi pojmu ducha kapitalismu.

### Weberovo pojetí
Konfese a sociální rozvrstvení
Weber se snaží řešit otázky ohledně existence souvislosti mezi vyznáním a ekonomickou činností. Přišel na to, že v jeho době protestanti disponovali daleko větším kapitálem ve vlastnictví oproti katolíkům. Minoritní katolíci ani nesoustředili svůj hlavní zájem na podnikání, navzdory předpokladům, že jakožto menšina neměli přístup do státní zprávy. Weber proto bádal nad otázkou, jestli je konfesní příslušnost následkem ekonomických jevů a nebo naopak příčinou.
Jedním ze základních rozdílů mezi příslušníky těchto dvou vyznání Weber vypozoroval už při výběru vzdělání. Školy s humanitním zaměřením byly volbou především pro katolíky, naopak protestanti preferovali především technicky zaměřené školy. 
Zrod protestantismu příliš nezvolnil církevní kontrolu nad lidmi, ale naopak ji spíše utužil, přesto ekonomicky aktivní lidé strpěli tuhost církve. Díky tomu také Weber vyloučil vysvětlení jevu, že katolicismus má více asketické ideály a protestantismus spíše materiální. To je v rozporu v příkladu anglických, nizozemských nebo amerických puritánů. Podle jeho zkoumání se podnikatelský duch vyskytuje ve spojitosti se zbožností protestantismu a to zejména kalvínského. Nota bene ještě v silnější míře to platí u sekt jako například kvakerech, mennoitech, piestech apod.
Duch kapitalismu
Jak už název napovídá, ve druhé části se Weber snaží pojem "Duch" kapitalismu vysvětlit jako étos práce coby sebeúčelu, specifický pro ideologii přísných protestantských směrů. Myslí tím učení, že člověk je povinen zvětšovat svůj kapitál a to pouze pro zisk sám, aniž by pak vydělané prostředky vydával na uspokojení svých životních potřeb. (Proto moderní západní konzumní společnost vlastně odporuje protestantské morálce, byť právě jí vděčí za svůj blahobyt) Takováto touha po zisku je svého druhu askeze – jedinou odměnou je zde iracionální pocit "naplněného povolání". Proto kapitalismus nepotřebuje příliv nových peněz, ale nového ducha, což Weber dokumentuje příkladem zbohatlíků, kteří svůj majetek vybudovali z ničeho. Tento duch je typický pro moderní kapitalismus, jinde chybí. Touhu po zisku je však třeba odlišit od bezohledného vykořisťování, jež se táhne dějinami jako červená nit, avšak vždy odporovalo skutečnému kapitalismu.
Hlavním protivníkem ducha kapitalismu je tradicionalismus, tedy snaha vydělávat nikoliv víc a víc, ale jen tolik, aby to stačilo na uspokojení životních potřeb. U pracovníků s tradicionalistickým myšlením proto selhává zvyšování mezd jako prostředek povzbuzení pracovní výkonnosti. Tradicionalističtí pracovníci v případě, že dostanou vyšší mzdu, nedělají více, ale naopak méně, neboť v jejich myšlení převažuje názor, že tak za méně práce dostanou tutéž odměnu, na rozdíl od kapitalistického pohledu, že za stejnou práci dostanou větší odměnu. Proto tradicionalistické pracovníky v práci stimuluje spíše snižování mezd – takoví lidé pracují proto, že jsou chudí, a jen potud, dokud jsou chudí. Nízká mzda však brání kvalitativnímu vzestupu zaměstnanců – u kvalifikovaných povolání se zaměstnavateli nízká mzda nevyplácí, neboť kvalitní pracovník se musí soustředit na svou práci a nemít existenční starosti.

## Autoři

### Werner Sombart
Werner Sombart jako první systematicky použil pojem “kapitalismus” pro označení hospodářského systému. Podle Sombarta převládá v různých historických etapách odlišný ekonomický systém a spolu s ním i odlišný “duch epochy”. Tento duch následně utváří způsob hospodářské organizace. Konkrétní duch každé epochy je odrazem lidské perspektivy vnímání světa. Podobně jako Weber byl Sombart názoru, že kapitalismus mohl vzniknout pouze na základě změny pohledu na život. Tato změna podle něj spočívala v nahrazení venkovského způsobu života městským, který usiloval o maximální výnos. Základem pro něj byla pracovitost, spořivost, šetrnost a výkonnost. Tento nový společenský duch nahradil dosavadní faudalistické fungování společnosti omezené pouze na uspokojování základních potřeb a otevřel dveře do oblasti výdělečné ekonomiky.
Zatímco Weber vycházel z protestantské etiky, Sombart ve svých myšlenkách přikládal nemalou roli tradiční židovské ekonomice. Židé stali vždy mimo oblast tradiční katolické křesťanské morálky, která odmítala vydělávání peněz. Vyhánění Židů z jižních (katolicky silných) oblastí Evropy do oblastí severnějších (spíše protestantských) přispělo k šíření ducha kapitalismu skrz oblasti kapitálového zisku či půjčovaní penež na úvěr. Tím podpořili vznik a rozvoj nových ekonomických vztahů založených čistě na finanční bázi a pozvedli pracovitost a výkonnost na “světské” ctnosti. Sombart označoval za nositele kapitalistického ducha Židy, protože podle něj disponovali vlastnostmi jako racionalita, rozvaha, potřeba zbohatnout a podnikavost.
Velkou roli připisuje Sombart také rozšíření technik podvojného účetnictví, díky kterému bylo možné bilancovat zisky a výdaje, a touze po luxusním zboží u nově vznikající buržoazie.

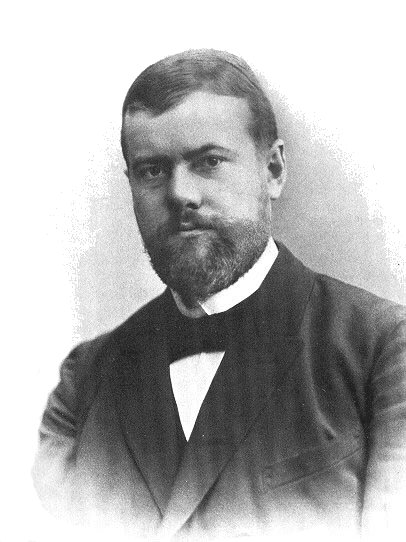
Německý sociolog Max Weber

### Max Weber
Max Weber se ve svém díle Protestantská etika a duch kapitalismu zabýval myšlenkou propojení náboženství a ekonomického vývoje. Studoval také myšlenku nového stylu smýšlení na přelomu 19. a 20. století. Ačkoli takto volně definuje tuto myšlenku nového smýšlení jako “ducha” kapitalismu, uvědomoval si komplexnost pojmu a nikde ve svém díle neuvádí jeho přesnou definici. Oproti soudobým autorům tvrdí, že zdrojem kapitalistického ducha je náboženství, konkrétně protestantství a kalvinismus. Svoji analýzu podkládal dlouholetým systematickým zkoumáním hlavních světových náboženství. Weber uvádí, že kvůli své sociální napjatosti hrálo křesťanství prostřednictvím svého aktivnímu boji proti hříchu a víru ve vykoupení významnou roli ve změně ekonomických prosperit západního a východního světa v období 16. – 17. století.
Pro přesnější pochopení Weberova “ducha” kapitalismu je vhodné uvést Franklinův citát: 
„Mysli na to, že peníze mají plodnou a úrodnou povahu. Peníze mohou produkovat peníze a jejich oddenky mohou nést ještě více a tak neustále. Pět šilinků dobře vydaných představuje šilinků šest, a dále sedm šilinků a tři pence a tak dál až do sta liber šterlinků. Čím více peněz je, tím více při obratu produkují, takže užitek roste a ještě rychleji. Kdo zabije bachyni, zničí tím celé její potomstvo až do tisicího kolena. Kdo promrhá pětišilink, zabíjí všechno, co jím mohl vyprodukovat, celé roty liber šterlinků.“ Duch kapitalismu znamená vydělávání peněz jako nejvyšší činnost provozovanou člověkem. Vyzdvihuje význam podnikání a srovnávání nákladů a výnosů za účelem obchodu.
Weberův nový pohled byl hojně kritizován i vyzdvihován světovými historiky i sociology. Weber sám pokládal svůj postoj k modernímu kapitalismu za protiklad k myšlenkám Karla Marxe, který spatřoval vývoj společnosti ve zcela jiném světle. První, kdo Weberovu koncepci oficiálně kritizoval byl Karl Fisher. Ten argumentoval, že Weber opomíjí roli ekonomických faktorů a že je jeho výklad historie příliš idealistický. Dalším Weberovým kritikem byl Felix Rachfahl, který tvrdil, že se kapitalismus vyvinul dávno před reformací a puritanismem. S ním souhlasil i Ernst Troeltsch, který taktéž popřel Weberovu teorii. Jednou z modernějších volných reakcí na Weberovo dílo bylo dílo "New spirit of capitalism" od Luce Boltanského, který se zabýval vývojem kapitalismu v postfordovském světě. V knize společně s Eve Chiapello rozebírá myšlenku nového ducha kapitalismu, který podle něj z důvodu dnešní omezené, až úplně vymizelé kritice kapitalismu již není motivační silou ve společnosti. Weberovo dílo bylo dále diskutováno mnohými autory v průběhu celého 20. století s ohlasy pozitivními i negativními.
Miloš Havelka
Miloš Havelka jako jeden z našich předních sociologů, zabývajících se dílem Maxe Webera, ve svém souborném vydání Metodologie, sociologie a politika, vydal pro české prostředí i Weberovu stať – Protestantská etika a duch kapitalismu. Stejně jako Weber ji rozdělil do tří částí: "Konfese a sociální rozvrstvení", "Duch kapitalismu" a "Lutherova koncepce povolání".